# 京王堀之内駅
京王堀之内駅（けいおうほりのうちえき）は、東京都八王子市堀之内三丁目にある、京王電鉄相模原線の駅である。京王相模原管区所属。駅番号はKO42。

## 歴史

### 年表
- 1988年（昭和63年）5月21日：相模原線調布駅 - 南大沢駅間開通時に開設[1]。各停・通勤快速全列車停車。
- 1992年（平成4年）5月28日：快速の停車駅となる。
- 2007年（平成19年）11月14日：電車ホーム進入案内音楽変更、他駅と同じものとなる。
- 2013年（平成25年）8月3日：駅構内改良工事に伴い、駅事務室・改札口移設。

### 開設までの流れと駅名の由来
多摩ニュータウン開発に絡み京王帝都電鉄（当時）は、当初、京王相模原線を京王多摩センター駅から橋本駅へ延伸する際、現在の南大沢駅（建設計画時は「由木平駅」と呼んでいた）のみ開設することとしていた。この後、ニュータウン開発進捗に伴ってマスタープランに則り、その中間地点に当たる「別所・堀之内」地区に住民サービスの拠点となる「地区センター」の開設場所を定め、同「地区センター」へ当駅の建設を決定した。また、その一方で当駅周辺は、ニュータウン開発以前より居住する住民が多く、既存地区への公共交通の便を充足する役割も持っている。
しかし、駅名を巡っては以下の問題が発生することとなった。駅所在地名は八王子市堀之内であるが、隣接する別所との境界付近にあり、駅名を「堀之内」にするか「別所」にするかが議論された。最終的に、開設場所の北側に属する地名が選択されたが、既に京浜急行電鉄に「堀ノ内駅」が存在していたことから、京王帝都電鉄は社名を冠して「京王堀之内駅」と決定した。なお、京王では誤りを防ぐため定期券等購入の際には、必ず「京王堀之内」と記入するようにさせている。
この「堀之内」という名称は、平安時代にこの地を拠点としていた地元武士団「西党一族」の館周辺の堀内側であったことに由来する。「堀」があったのは平安時代の話であり、堀跡は現存しない。
また、駅周辺を建設中に人骨が出土し、「殺人か?」と大騒ぎになったが、後にこの人骨は縄文・弥生期のものであったことが判明し、人骨以外にも多数の縄文土器・弥生土器や石器等、様々な遺物が出土した。これに伴い、この地域には縄文時代より人が住んでいたことが明らかとなった。

### 開設後
当駅は1988年（昭和63年）5月21日に開設された。多摩ニュータウンの開発区域にあり、駅南側の丘陵地一帯が新住宅市街地開発事業区域、駅北側一帯と西側の都道155号線に沿った一帯が土地区画整理事業区域である。双方の区域において開発手法や空間構成が大きく異なっているため、街の景観が南北で差異を見せており、当駅はそれらの境界に位置している。駅開設当初、周辺は開発途上の造成中であったため、バスロータリー等のある駅前広場も用地が確保されていたものの未使用状態であった。
その後、住宅・都市整備公団（当時）等によるニュータウン開発が進捗し、南側の丘陵地にマンション群が建ち始め、駅南側の斜面にはガウディー風のオブジェを備えユニークなデザインを採り入れた大規模商業施設「ビア長池」が完成してスーパー三和や京王堀之内駅前郵便局等も設置されている。
周辺開発は南側の別所地区において一部区画を除きほぼ完了している状況であるが、野猿街道北側の丘陵部一帯の堀之内地区において新住宅市街地開発事業による宅地開発が残されている。
また、当地に読売テレビ多摩スタジオ完成により、堀之内エリアがテレビドラマのロケ撮影地となる機会が増えた逸話がある。しかし、同スタジオは2003年（平成15年）に閉鎖→解体され、その跡地に大型マンション「レクセルプラッツァ京王堀之内」が建設されているが、当地の街並みが美しく整然としていることから、引続きロケ地として使用される事例が多い。

## 駅構造
相対式ホーム2面2線を有する2層コンクリートラーメン構造の高架駅。多摩ニュータウン計画の中で、将来の周辺人口に見合う規模で設計をしているため余裕のある空間構成となっている。駅開設から30年以上が経過しているが、エレベーター新設と壁面塗装変更以外はリニューアルがされていない。各ホームには待合室が設置されている。
各ホームと改札間は階段の他、エスカレーター（上り方向のみ）とエレベーターで連絡している。
トイレは改札内にあり、ユニバーサルデザインの一環として「だれでもトイレ」を併設している。
駅構内にはセブンイレブン・マツモトキヨシ・きらぼし銀行・みずほ銀行ステーションATM等が設置されている。

### のりば
| 番線 | 路線     | 方向 | 行先                                      |
| ---- | -------- | ---- | ----------------------------------------- |
| 1    | 相模原線 | 下り | 橋本方面                                  |
| 2    | 相模原線 | 上り | 調布・明大前・笹塚・新宿・ 都営新宿線方面 |

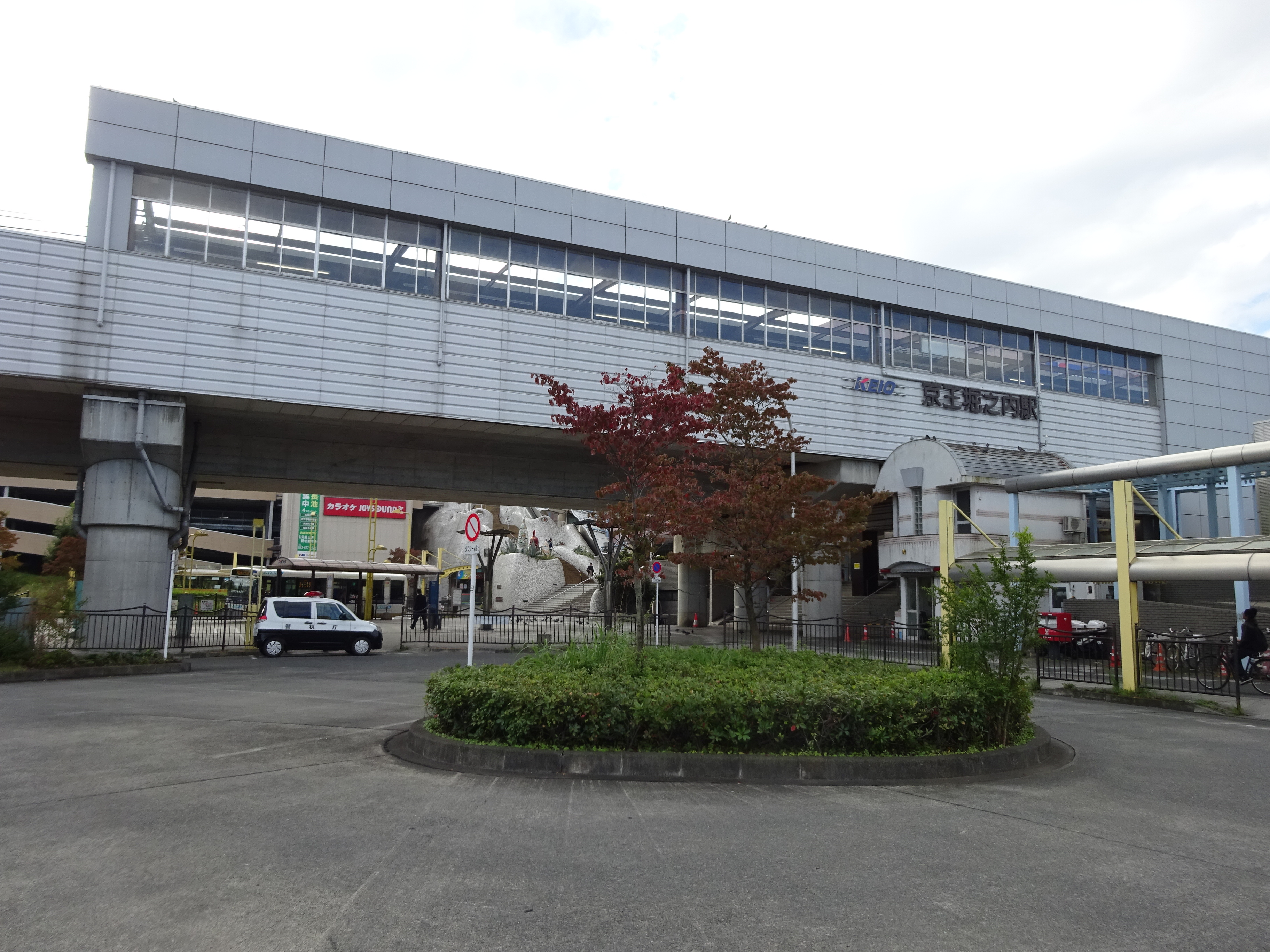
駅北側（2016年10月）
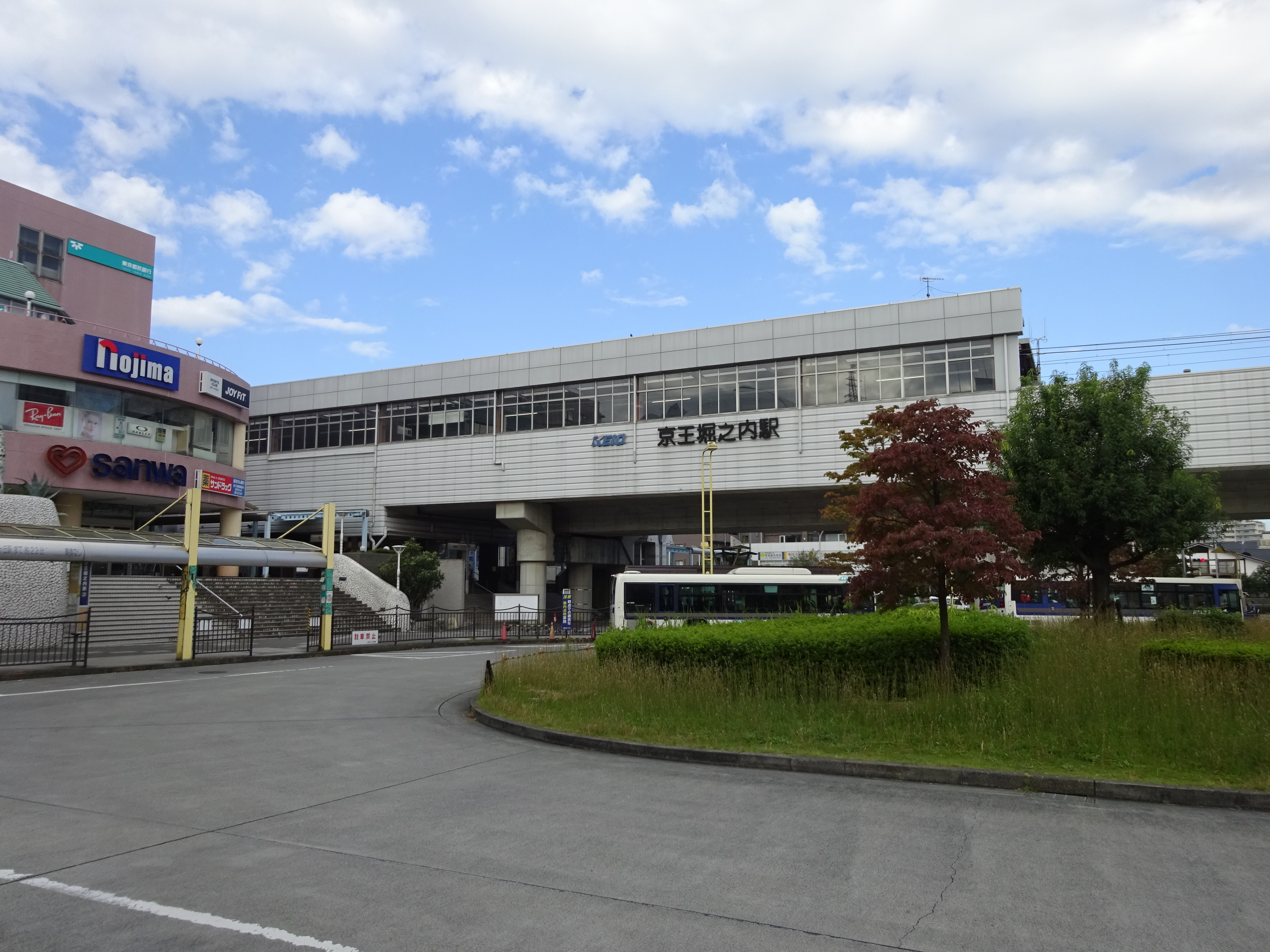
駅南側（2016年10月）
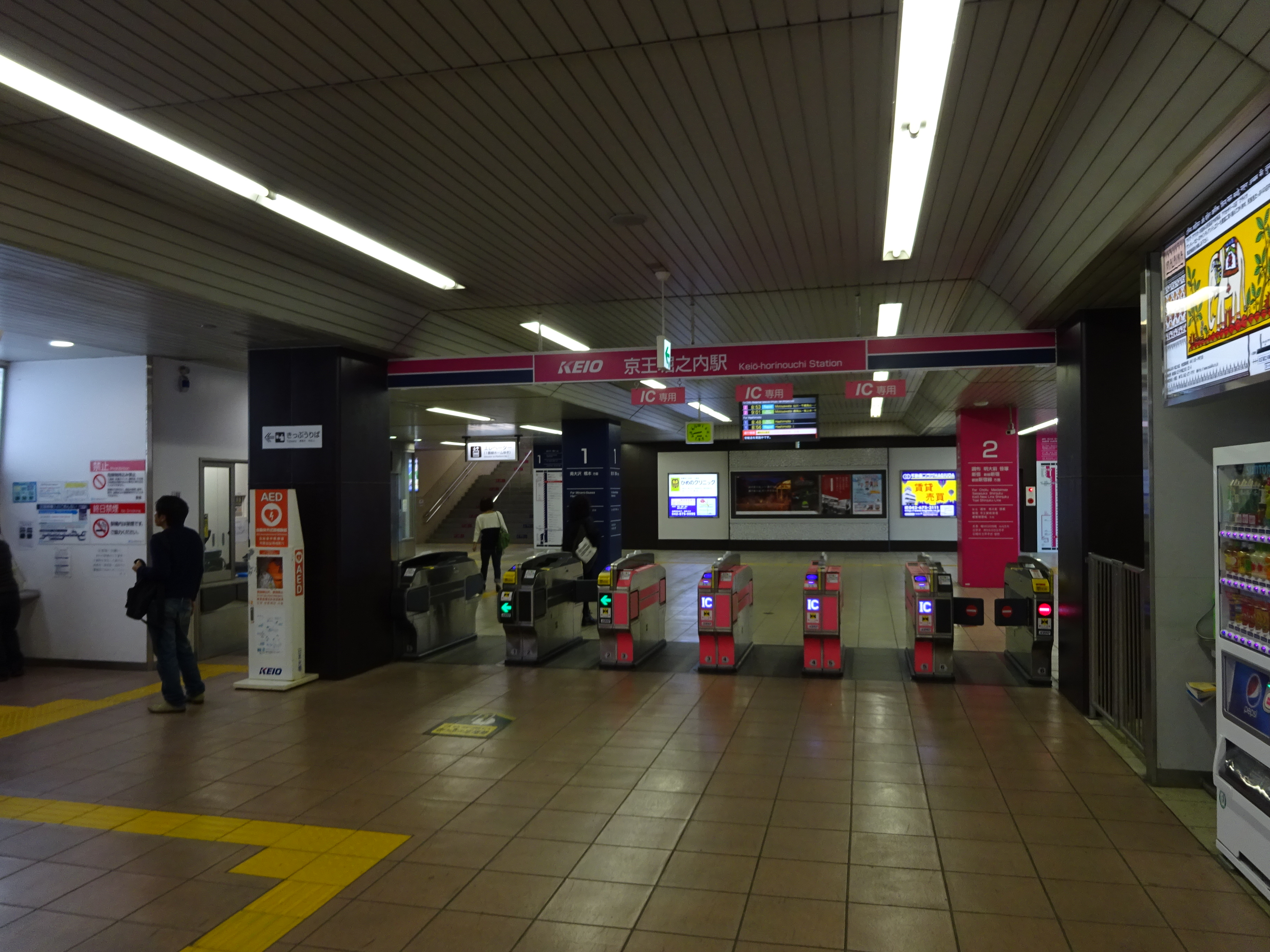
改札口（2016年10月）
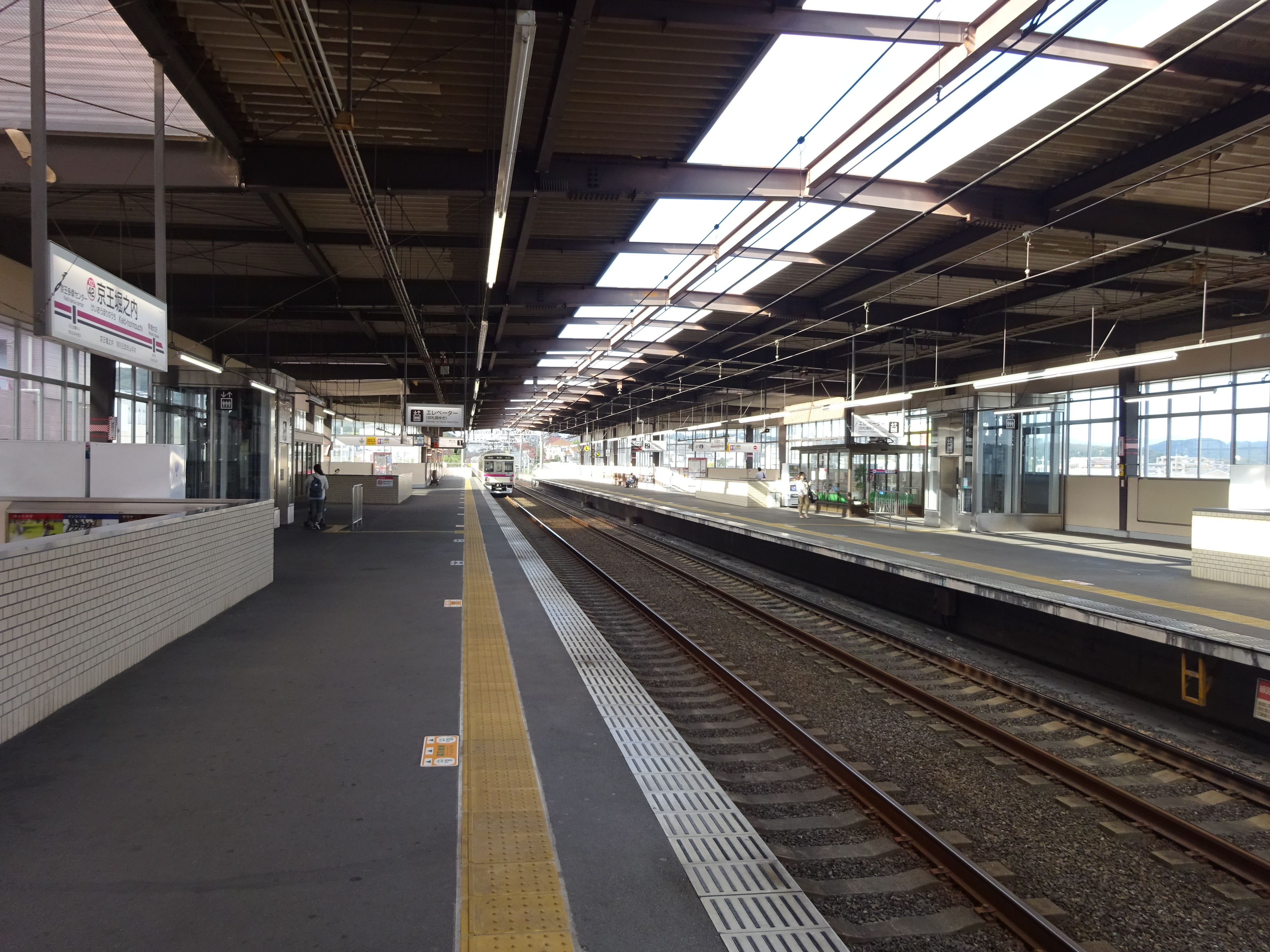
ホーム（2016年10月）

## 利用状況
2024年度（令和6年度）の1日平均乗降人員は28,968人である。駅開設以降、周辺が多摩ニュータウンの開発区域で計画的に住宅地等が造成されたことから乗降人員数は増加傾向にある。
近年の1日平均乗降・乗車人員の推移は以下の通り。
| 年度               | 1日平均 乗降人員 | 1日平均 乗車人員 | 出典     |
| ------------------ | ---------------- | ---------------- | -------- |
| 1988年（昭和63年） | 3,240            | 1,391            | [ * 1 ]  |
| 1989年（平成元年） | 5,027            | 2,446            | [ * 2 ]  |
| 1990年（平成02年） | 8,720            | 4,115            | [ * 3 ]  |
| 1991年（平成03年） | 11,347           | 5,393            | [ * 4 ]  |
| 1992年（平成04年） | 13,179           |                  | [ * 5 ]  |
| 1993年（平成05年） | 16,357           | 8,047            | [ * 6 ]  |
| 1994年（平成06年） | 18,448           | 9,118            | [ * 7 ]  |
| 1995年（平成07年） | 20,807           | 10,295           | [ * 8 ]  |
| 1996年（平成08年） | 21,274           | 10,573           | [ * 9 ]  |
| 1997年（平成09年） | 22,151           | 10,964           | [ * 10 ] |
| 1998年（平成10年） | 22,733           | 11,405           | [ * 11 ] |
| 1999年（平成11年） | 23,020           | 11,448           | [ * 12 ] |
| 2000年（平成12年） | 23,312           | 11,559           | [ * 13 ] |
| 2001年（平成13年） | 23,783           | 11,721           | [ * 14 ] |
| 2002年（平成14年） | 24,321           | 11,967           | [ * 15 ] |
| 2003年（平成15年） | 25,599           | 12,557           | [ * 16 ] |
| 2004年（平成16年） | 25,651           | 12,597           | [ * 17 ] |
| 2005年（平成17年） | 26,251           | 12,841           | [ * 18 ] |
| 2006年（平成18年） | 26,934           | 13,101           | [ * 19 ] |
| 2007年（平成19年） | 27,672           | 13,571           | [ * 20 ] |
| 2008年（平成20年） | 28,512           | 14,011           | [ * 21 ] |
| 2009年（平成21年） | 28,901           | 14,216           | [ * 22 ] |
| 2010年（平成22年） | 29,459           | 14,512           | [ * 23 ] |
| 2011年（平成23年） | 29,513           | 14,530           | [ * 24 ] |
| 2012年（平成24年） | 29,840           | 14,707           | [ * 25 ] |
| 2013年（平成25年） | 30,712           | 15,140           | [ * 26 ] |
| 2014年（平成26年） | 31,015           | 15,290           | [ * 27 ] |
| 2015年（平成27年） | 32,047           | 15,781           | [ * 28 ] |
| 2016年（平成28年） | 32,102           | 15,836           | [ * 29 ] |
| 2017年（平成29年） | 32,268           | 15,921           | [ * 30 ] |
| 2018年（平成30年） | 32,879           | 16,219           | [ * 31 ] |
| 2019年（令和元年） | 32,280           | 15,913           | [ * 32 ] |
| 2020年（令和02年） | 22,859           | 11,312           | [ * 33 ] |
| 2021年（令和03年） | 25,048           | 12,501           | [ * 34 ] |
| 2022年（令和04年） | 27,194           |                  |          |
| 2023年（令和05年） | 28,572           |                  |          |
| 2024年（令和06年） | 28,968           |                  |          |

備考
1. ↑  1988年（昭和63年）5月21日開業。開設日 - 翌年3月31日までを集計したデータ。

## 駅周辺
- 高架下
  - 八王子市堀之内駅有料自転車・自動二輪車駐輪場
  - 八王子市違法駐輪自転車一時保管庫
  - 南大沢警察署 堀之内駅前交番
  - 京王クローゼット堀之内
  - 京王電鉄 堀之内変電所
- 公的施設等
  - 在日米軍由木通信所
- 観光施設
  - 長池見附橋
- 宗教施設
  - 南八幡宮
  - 保井寺
  - 北八幡神社
  - 浅間神社
  - 日枝神社
  - カルバリー・バプテスト教会
  - 蓮生寺
- 公園
  - VIA Stagione「四季の路公園」
  - 秋葉台公園
  - 長池公園
    - 長池見附橋：大正2年に架設された旧四谷見附橋を移築したもの。

  - 蓮生寺公園
  - 堀之内番場公園
  - せせらぎ緑道
- 郵便局・金融機関
  - 京王堀之内駅前郵便局
  - きらぼし銀行 堀之内支店
- 商業施設
  - VIA NAGAIKE（ビア長池本館）
    - 三和 堀之内
    - 東京あそびマーレ - 屋内レジャー施設

  - 車検館　堀之内店
  - ドン・キホーテ 京王堀之内店
  - フードワン 八王子堀之内店
  - 業務スーパー 堀之内店
- 企業
  - 全労済情報センター
  - 九州屋 本社ビル
  - 丸紅 多摩センター研修所
- 教育施設
  - 中央大学
  - 東京薬科大学
  - 帝京大学中学校・高等学校
  - 東京都立松が谷高等学校

## バス路線
京王バスと神奈川中央交通の2社により運行されている。
路線の詳細は京王バス南大沢営業所、神奈川中央交通多摩営業所をそれぞれ参照。
| 乗場 | 系統 | 主要経由地                                        | 行先           | 運行事業者    | 備考                             |
| ---- | ---- | ------------------------------------------------- | -------------- | ------------- | -------------------------------- |
| 1番  | 堀04 |                                                   | 東京薬科大学   | ■京王         | 平日朝・夕のみ                   |
| 1番  | 平02 | 東京薬科大学                                      | 平山城址公園駅 | ■京王         |                                  |
| 2番  | 北09 | 打越新道                                          | 北野駅北口     | ■京王         | 平日1本のみ                      |
| 2番  | 堀33 | 東山住宅循環                                      | 京王堀之内駅   | ■京王         |                                  |
| 2番  | 堀64 |                                                   | 由木折返場     | ■京王         |                                  |
| 2番  | 南64 | 由木折返場・富士見橋                              | 南大沢駅       | ■京王         |                                  |
| 3番  | 桜88 | 帝京大学入口                                      | 聖蹟桜ヶ丘駅   | ■京王         |                                  |
| 3番  | 堀11 | 板橋                                              | だいり谷戸公園 | ■京王         |                                  |
| 3番  | NT01 | <ニュータウン急行> 板橋・南大沢駅・だいり谷戸公園 | 橋本駅         | ■京王         | 深夜バス・京王多摩センター駅始発 |
| 4番  | 堀01 | 見附橋循環（せせらぎ橋先廻り）                    | 京王堀之内駅   | ■京王 ■神奈中 | 当駅を6時台から12時台に発車      |
| 4番  | 堀02 | 見附橋循環（蓮生寺先廻り）                        | 京王堀之内駅   | ■京王 ■神奈中 | 当駅を13時台から22時台に発車     |
| 5番  | 堀03 | 松木中学校・見附橋                                | 南大沢駅       | ■京王 ■神奈中 |                                  |

- 堀01・堀02は共に停車停留所は同じ。

その他
- 橋本駅行（深夜急行バス・新宿駅西口始発・降車専用）

## 付記
- 駅前の多摩ニュータウンライブ長池地区は、「平成13年度美しいまちなみ大賞（国土交通大臣表彰）」を受賞している。
- 駅周辺は、八王子市および八王子警察署「違法駐車取り締まり重点地域」並びに「自動二輪・原動機付バイク取り締まり重点地域」に指定されている。
- 駅前には、以前営団（現・東京地下鉄）丸ノ内線で運行されていた500形が屋外展示されていた。その後、この500形は八王子市こども科学館で「流星号」として展示されている。
- 内田隆三が著した『国土論』では、本駅周辺の光景についての記述がある。
- 1998年（平成10年）に産業人文学研究所および八王子市などで、当駅近くの地に事業費約150億円・高さ370mの電波塔「多摩タワー」を建設する構想が立案された。しかし、日本放送協会 (NHK) および民放キー局5社では、「多摩地域では、観光収入が見込めない」と言う反対と共に、地域住民による賛成・反対運動も起こらないと言う盛り上がりに欠ける状況などから、2000年（平成12年）に計画を断念した[2]。

## 隣の駅
京王電鉄
 相模原線
■特急・■急行
通過
■区間急行・■快速・■各駅停車
京王多摩センター駅 (KO41) - 京王堀之内駅 (KO42) - 南大沢駅 (KO43)